# Сологубовка (селище, Ленінградська область)
Сологу́бовка, колишнє село Сі́голово (рос. Сологубовка, Сиголово) — селище в Кіровському районі Ленінградської області, Росія.